# Qaanaaq
Qaanaaq (fost Thule) este principalul oraș în partea de nord a municipiului Qaasuitsup în nord-vestul Groenlandei. Acesta este cel mai nordic oraș din lume.  Locuitorii din Qaanaaq vorbesc limba groenlandeză de Vest și alții vorbesc, de asemenea, limba Inuktun. Orașul are o populație de 626 locuitori în 2010. Cea mai înaltă construcție din Groenlanda are 378 de metri (Radio Mast Thule), și este situată în apropierea orașului.

## Istoria
Zona Qaanaaq din nordul Groenlandei a fost prima dată populată în 2000 î.Hr. de către paleo-eschimoși care au migrat din zona Arctică Canadiană. Orașul Qaanaaq a fost fondat când SUA a extins baza aeriană de la Thule și fosta populație pituffik a fost forțată să se mute la 31 km spre nord în termen de patru zile, în timpul Războiului Rece.

## Transport
Air Greenland  operează servicii cu aeronave între Aeroportul Qaanaaq și Aeroportul Upernavik, cu legături în continuare la Aeroportul Ilulissat și Aeroportul Qaarsut. Localitatea operează zboruri către Siorapaluk, sporadic la Moriusaq, și la Savissivik prin baza aeriană "Thule Air Base".

## Populația
Cu 626 de locuitori din 2010, Qaanaaq este cea mai mare așezare în nordul îndepărtat al țării. Populația a fost relativ stabilă în ultimele două decenii, în creștere cu mai mult de 13 la sută în raport cu nivelurile din 1990.